# Mir-2

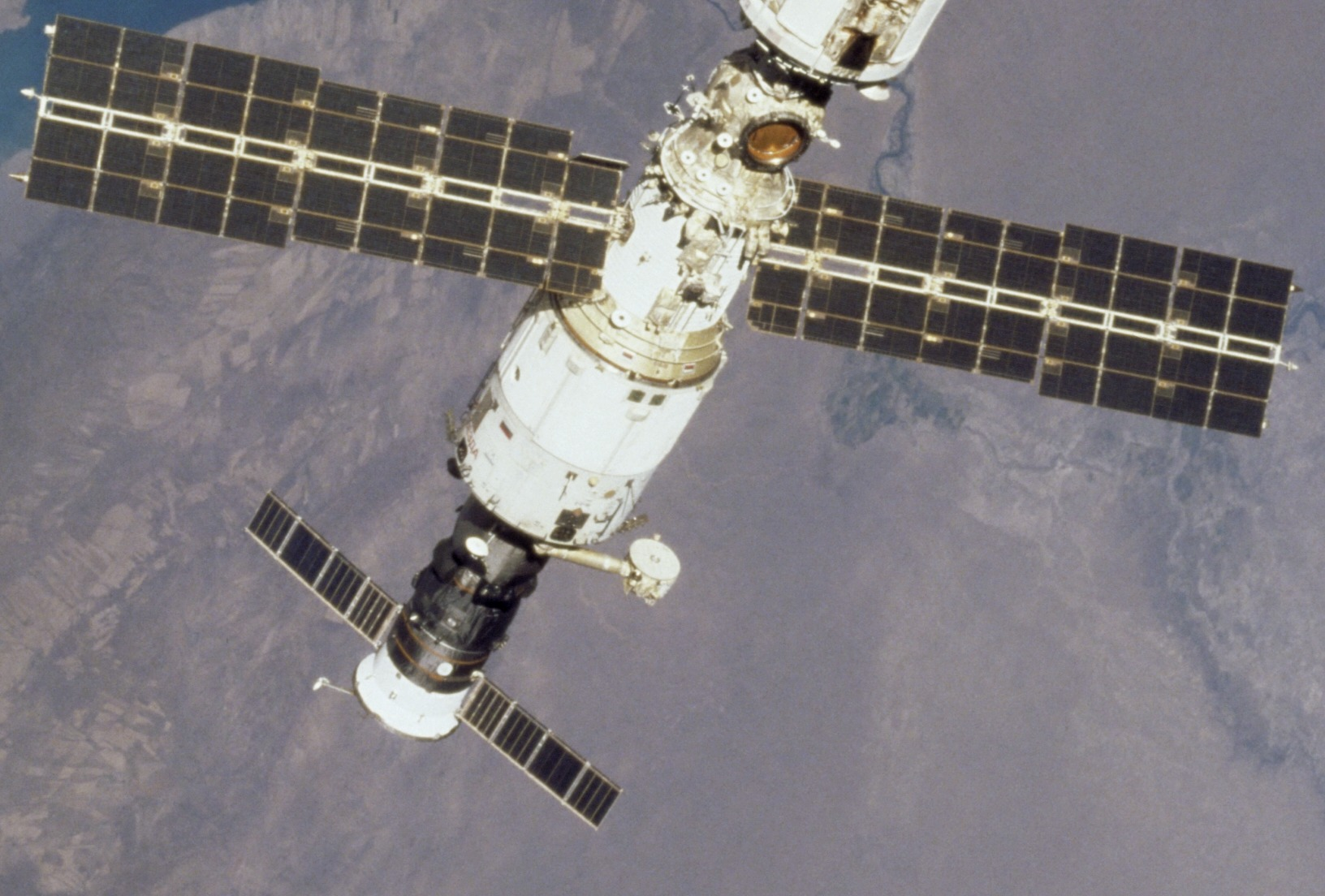
Moduł bazowy Zwiezda z zadokowanym statkiem Progress

Mir-2 – niezrealizowany projekt radzieckiej stacji kosmicznej trzeciej generacji zatwierdzony do realizacji w 1976 roku. Część z modułów zbudowanych na potrzeby Mira-2 zostało wykorzystanych do budowy rosyjskiego segmentu Międzynarodowej Stacji Kosmicznej. Mimo szeregu znaczących zmian, konstrukcja stacji oparta była zawsze na module bazowym DOS-8, wybudowanym jako zapas dla modułu DOS-7, stanowiącego trzon stacji Mir. Gotowy moduł DOS-8 został ostatecznie wyniesiony w kosmos w 2000 roku jako Zwiezda, gdy Rosja dołączyła do państw biorących udział w budowie stacji ISS. Projekt modułu jest pochodną stacji budowanych w ramach programu Salut.

## Historia projektu

### Ewolucja projektu Mir-2

#### Od 1981 do 1987: Mir-2 z KB Salyut
Prototypem modułu bazowego był projekt Polus. Do stacji możliwe było dołączenie czterech kolejnych modułów.

#### 14 grudnia 1987: Mir-2 z NPO Energia
Opisany jako OSEC (Orbitalne Centrum Montażowo-Operacyjne). Stacja miała znajdować się na orbicie o nachyleniu 65° i składać z modułów 90-tonowych.
- Start 1 – DOS 8, zapewniający przestrzeń życiową dla załogi montażowej
- Start 2 – pierwszy z dodatkowych modułów
- Start 3 – panele słoneczne i kratownica
- Starty od 4 do 6 – dodatkowe moduły

#### 1991: "Mir-1.5"
Projekt zakładał wystrzelenie modułu DOS-8, a następnie przechwycenie go na orbicie przez wahadłowiec Buran i zadokowanie go do modułu DOS-7. Plan ten został następnie skorygowany – DOS-8 miał dokować do Mira samodzielnie. Dokowanie miało trwać przez dwa lata.

#### 1992: "Mir-2"
Stacja miała składać się z modułu DOS-8 oraz krzyżownicy NEP (Science Power Platform). Ta miała być wyposażona w składane panele słoneczne, systemy napędowe Sfora oraz małe moduły naukowe.
Zaplanowano cztery 3-4 tonowe moduły:
- Moduł dokujący – z uniwersalnym systemem dokującym APDS oraz śluzą do spacerów kosmicznych
- Moduł serwisowy – wyposażony w żyroskopy kontrolujące pozycję stacji oraz pasywny port dokujący dla statków Sojuz i Progress.
- Moduł techniczny – przeznaczony do eksperymentów materiałowych
- Moduł biotechnologiczny

#### Listopad 1993: budowa Międzynarodowej Stacji Kosmicznej na bazie Mir-2

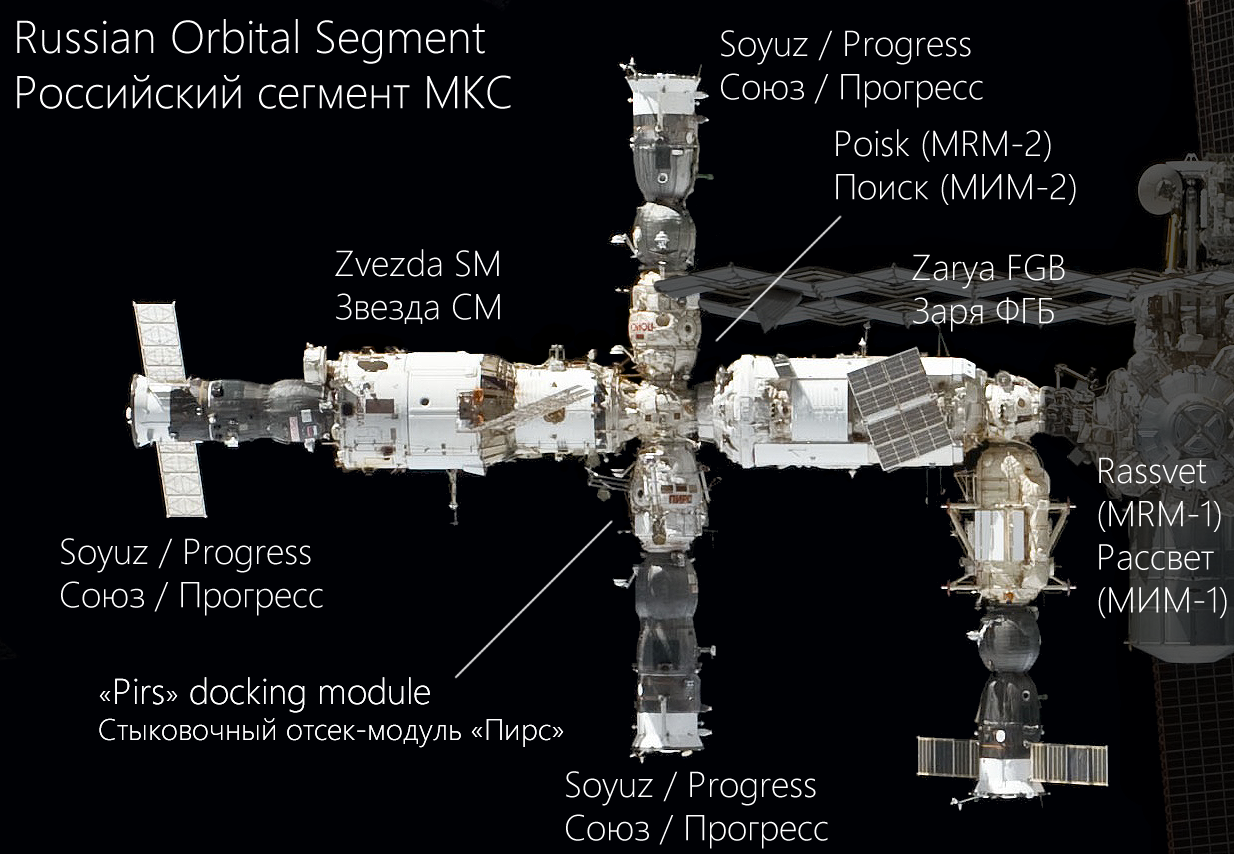
Rosyjski segment ISS

Na rosyjskie moduły ISS składają się:
- Zaria – FGB, pierwszy moduł wyniesiony na orbitę. Sfinansowany przez Stany Zjednoczone, a wybudowany przez Zakłady im. Chruniczewa projekt na bazie bloku FGB zapewniający systemy napędowe stacji. Wyniesiony na orbitę w listopadzie 1998.
- Zwiezda – moduł serwisowy. Oryginalna stacja DOS-8, wyniesiona w lipcu 2000 jako trzeci główny moduł ISS.
- Pirs – pierwotnie zaprojektowany jako moduł dokujący dla wahadłowców Buran, dołączony do ISS we wrześniu 2001. Zdeorbitowany 26 lipca 2021 na pokładzie Progress MS-16.
- Poisk – moduł dokujący dla statków Sojuz i Progress wraz ze śluzą powietrzną; wyniesiony w listopadzie 2009.
- Rasswiet – moduł dokujący i przeładunkowy. Jako jedyny wyniesiony na orbitę wahadłowcem NASA w maju 2010. Pod względem budowy niemal identyczny z modułem dokującym dla wahadłowców wykorzystywanym na stacji Mir.
- Nauka - moduł laboratoryjny. Wyniesiony na orbitę w lipcu 2021. Konstrukcja bazowana na statku TKS.